# 정치적 양보
정치적 양보(영어: concession)는 투표의 전반적인 결과가 명확해진 뒤 선거 뒤 낙선한 후보자가 공개적으로 당선한 후보자에게 양보하는 행위이다. 이 양보는 법적 명령이 아니며, 양보에 대한 발표은 보통 선거 후에 한다.

## 미국
미국에서 후보자가 대통령 선거에서 낙선하고 개인적으로 정치적으로 양보한 것은 1800년 연방당의 존 애덤스(John Adams)가 민주공화당의 토머스 제퍼슨(Thomas Jefferson)에게 처음으로 행한 것이다. 1860년 북부 민주당원 스티븐 더글러스(Stephen A. Douglas)는 공화당의 에이브러햄 링컨에게 '당파적 감정은 애국심에 굴복해야 합니다. 대통령님과 함께하겠습니다. 신의 축복이 있기를' 이라고도 했다. 그러나 한세기 동안 이 양보는 규칙이 아니라 예외였다.

## 대한민국
대한민국에선 2022년 3월 9일에 열렸던 대한민국 제20대 대통령 선거에서 이재명 더불어민주당 후보가 윤석열 국민의힘 후보에게 공식적으로 패배선언을 한 것도 한 사례라고 볼 수 있다.

## 같이 보기
- 2020년 미국 대통령 선거